# In Memoriam Bider/Mittelholzer/Zimmermann

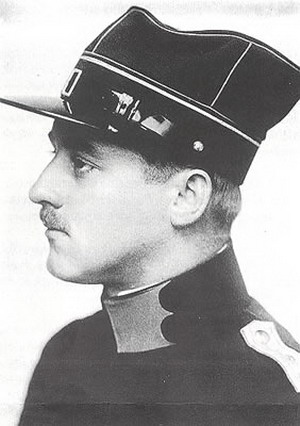
Oskar Bider

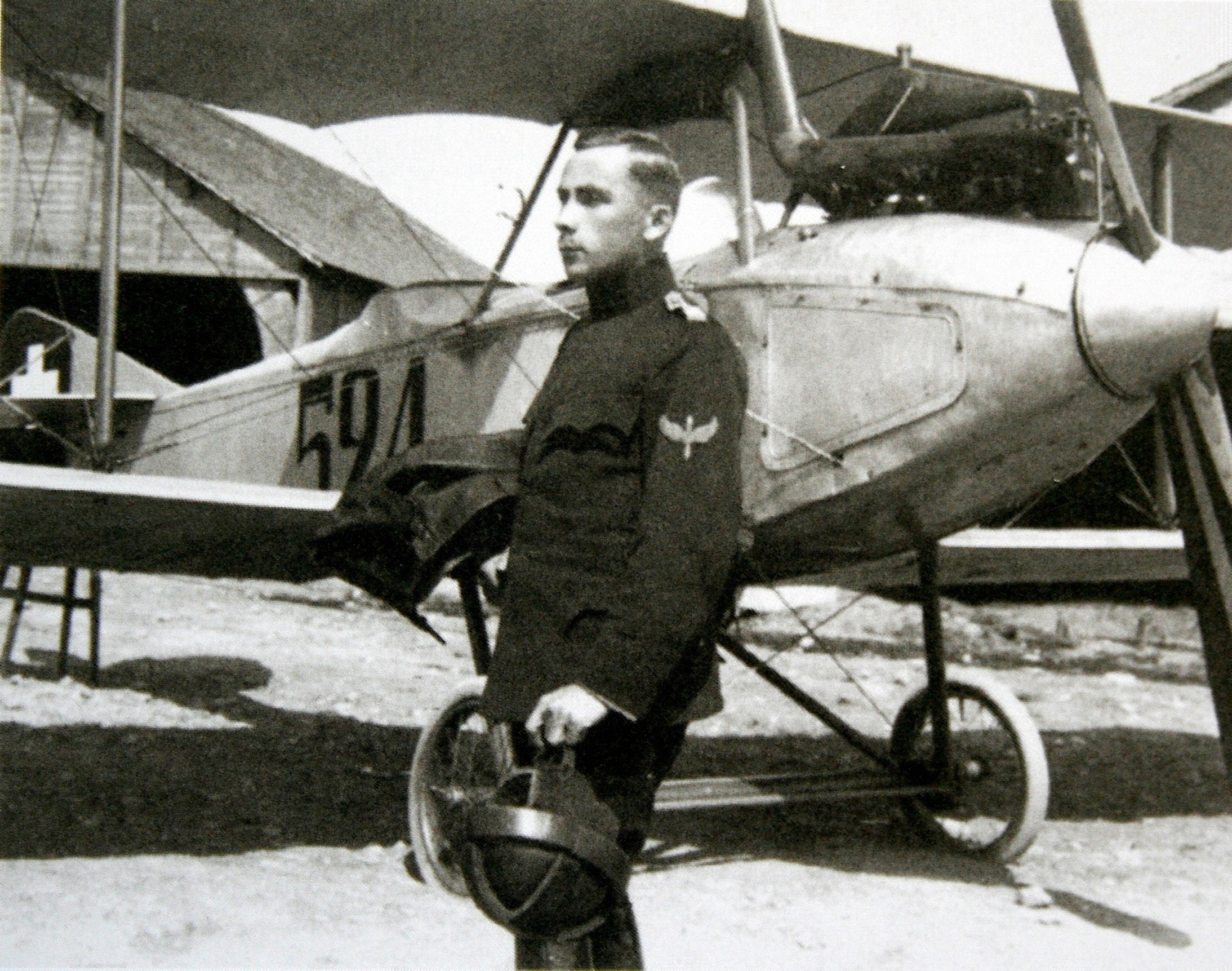
Walter Mittelholzer

Balz Zimmermann

In Memoriam Bider/Mittelholzer/Zimmermann war eine 1937 gegründete Schweizer Genossenschaft. Der Unternehmenszweck war die Förderung des Flugverkehrs insbesondere im Hinblick auf die Landesverteidigung.

## Unternehmenszweck
Nach ihren Statuten sollte die Genossenschaft den Flugverkehr im Allgemeinen fördern. Dies sollte erreicht werden durch die Errichtung von Fliegerschulungsanlagen, die Anschaffung von Flugzeugen und dem nötigen Zubehör, durch die Beteiligung an Flugzeugfabriken und durch die Beteiligung an Unternehmen mit ähnlichen Zwecken.

## Geschichte
Gottlieb Duttweiler, Gründer von Migros und Nationalrat (LdU) reichte im Oktober 1937 ein Postulat ein, mit dem Ziel, zur Verbesserung der Landesverteidigung 1000 Flugzeuge für die Schweizer Luftwaffe anzuschaffen und 3000 Piloten auszubilden. Er rechnete dafür mit Kosten von 300 Millionen Franken.
Zur Ausbildung der Piloten auf Segel- und Motorfliegern gründete er zum 15. August 1938 die Genossenschaft. Benannt wurde sie nach den Flugpionieren Oskar Bider, Walter Mittelholzer und Balz Zimmermann. Für die Zwecke der Genossenschaft stellte Duttweiler 500.000 Franken zur Verfügung. In erster Linie wurden damit Modellbaukurse finanziert um Jugendliche für die Fliegerei zu begeistern. Ebenfalls wurden Flugschüler unterstützt, welche selbst nicht für die Kosten der Ausbildung aufkommen konnten. Ein Duttweiler von seiner Belegschaft zum 50. Geburtstag geschenktes Segelflugzeug stellte dieser zwecks Nachwuchsschulung dem «Schweizerischen Aeroclub» zur Verfügung.
Problematisch war es, dass die von der Genossenschaft ausgebildeten Piloten oft nicht der Luftwaffe zum Militärdienst zugeteilt wurden. Duttweiler war darüber verbittert. Eine Anfrage beantwortete der Waffenchef der Fliegertruppen damit, dass er einen grossen Unterschied zwischen der Steuerung eines zivilen und eines militärischen Flugzeugs sehe. Das Steuern eines Militärflugzeugs sei eine «Wissenschaft» und es lasse sich erst während der Rekruten- und Unteroffiziersschulung feststellen, ob die Bewerber geeignet seien. Dann sei die kostenlose Ausbildung zum Sportpiloten Teil der Ausbildung, so dass private Initiative unnötig sei. Die selbst gesteckten Ziele konnte die Genossenschaft, trotz bester materieller Startbedingungen und dem baldigen Besitz von zehn Segelflugzeugen und drei Motorfliegern, unter diesen Bedingungen nicht erreichen. Weite Teile der Schweizer Armeeführung sahen auch die Grenzbefestigung als wichtigere Abwehrmassnahme an als den Aufbau der Luftwaffe.
Leiter der Genossenschaft war Rudolf Suter. Sie stellte ihre Tätigkeit 1939 ein. Zum 15. November 1947 wurde sie aufgelöst. Die noch vorhandenen Verluste in Höhe von 2500 Franken übernahm der Migros-Genossenschaftsbund.